# Diplazium pallidum
Diplazium pallidum är en majbräkenväxtart som först beskrevs av Carl Ludwig Blume och som fick sitt nu gällande namn av Thomas Moore.
Diplazium pallidum ingår i släktet Diplazium och familjen Athyriaceae. Utöver nominatformen finns också underarten Diplazium pallidum montanum.